# レッド・ライオン・ホテル
レッド・ライオン・ホテル（Red Lion Hotels）は、レッド・ライオン・ホテルズ社（Red Lion Hotels Corporation）が北米を中心に展開しているミッドクラスホテルチェーンのブランドである。

## 沿革
1937年、レッド・ライオン・ホテルはグッデール&バルビエリ会社(G&B)により設立。
1937年から1976年にかけてアメリカ・ワシントン州・スポケーンで第三者の商業、居住用財産の管理サービス行っていた。
1976年、スポケーンでリバー・イン・スポケーンを所有・リバー・イン・チェーン（現レッド・ライオン・ホテル）を運営したことに始まる。
1980年、キャバノーツ・イン・チェーンが営業を開始。
1987年、グッデール&バルビエリ会社はコンピューターでイベントチケットを販売するチケット・ウェスト(TicketsWest)を設立。現在。ホテル予約システムに使用中。
1996年、ダブルツリー・ホテルによりグッデール&バルビエリ会社(G&B)が買収される。
1997年、ダブルツリー・ホテル会社がプロムス・ホテル会社に買収される。
1998年、プロムス・ホテルがヒルトン・ホテル社に買収される。
1999年、ワシントン州・スポケーンの公企業だったウエストコーストホテル社がキャバノーツ・イン・チェーンを買収。キャバノー・インをウェスト・コースト・ホテルにリブランドし、社名をウェスト・コースト・ホスピタリティーにした。
2001年、レッド・ライオン・ホテルをヒルトン・ホテル社からウエスト・コースト・ホスピテリティー社が買収。ウェスト・コースト・ホテルをレッド・ライオン・ホテルにリブランド。
2005年、ウエスト・コースト・ホスピテリティー社をレッド・ライオン・ホテル社に変更。
2006年、G&B不動産会社を分離した。

## 概要
無料のインターネット、フルサービスレストラン、ラウンジ、コンベンションホールとスタジオタイプの部屋を備える中級クラスのホテル。